# Јазавац пред судом (филм из 1963)
„Јазавац пред судом” је југословенски ТВ филм из 1963. године. Режирао га је Здравко Шотра а сценарио је написан по делу Петра Кочића.

## Улоге
| Глумац         | Улога        |
| -------------- | ------------ |
| Владо Зељковић | Давид Штрбац |
| Тома Курузовић |              |
| Душан Почек    |              |
| Рамиз Секић    |              |